# Corn Chowder

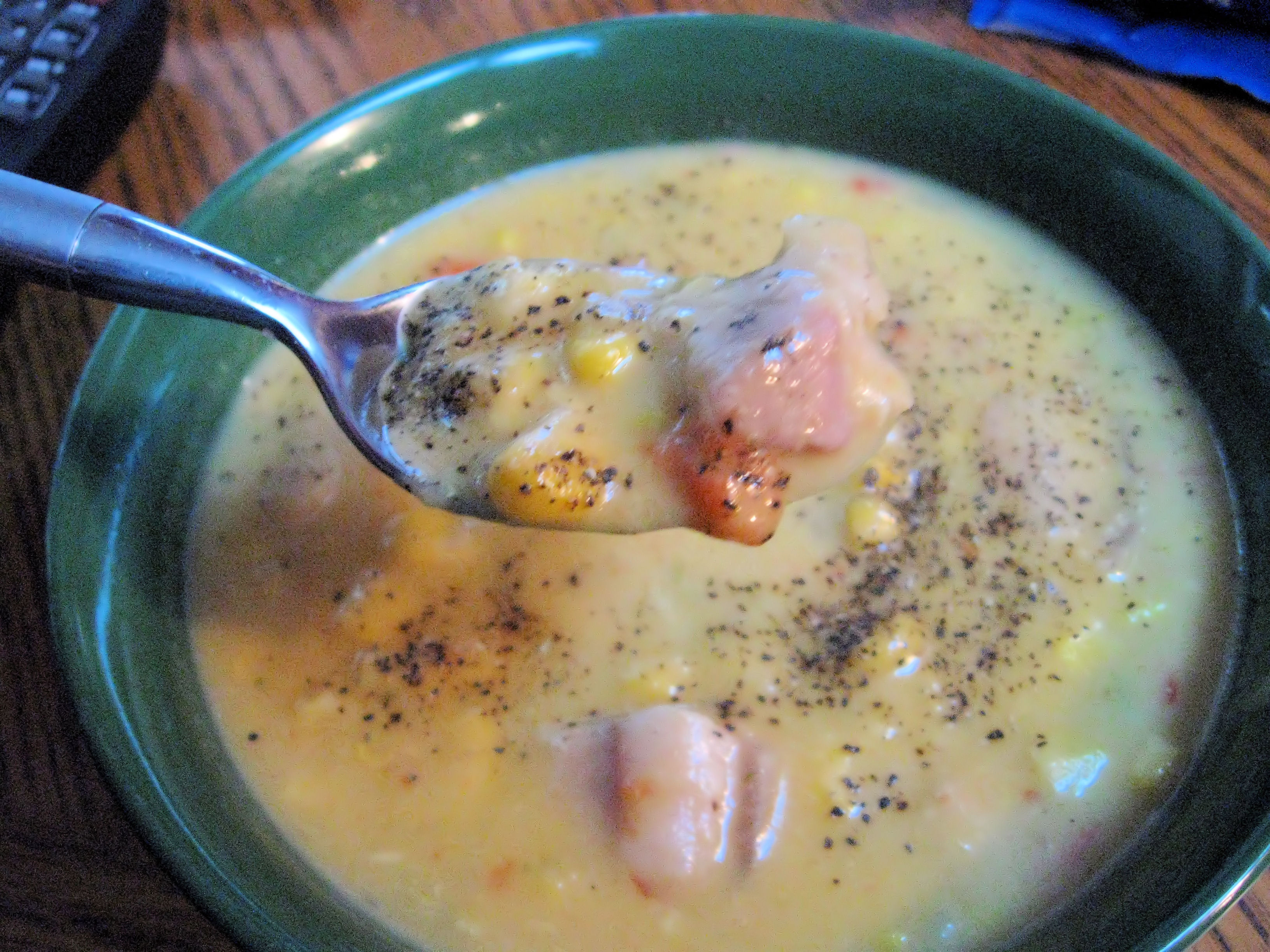
Corn Chowder mit Kartoffeln

Corn Chowder ist eine dicke Suppe (siehe Chowder) aus Milch oder Sahne und Maiskörnern. Andere Zutaten sind möglich, beispielsweise Würfel von Bacon, Zwiebeln, Kartoffeln und Staudensellerie.
Frühe Rezepte für Corn Chowder sind aus dem 19. Jahrhundert bekannt. Das erste war vielleicht von Mary J. Lincoln (eigentlich Mary Johnson Bailey Lincoln, * 1844; † 1921), der Schulleiterin der Boston Cooking School, von 1884. Das amerikanische Kochbuch Boston Cooking-School Cook Book von 1896 brachte unter andern Chowder-Rezepten auch eines für Corn Chowder aus Dosenmais, Kartoffeln, Pökelfleisch, Zwiebeln, Milch und Crackern. Im Jahr 1922 erwähnte Walter Louderback die Corn Chowder in einem Männerkochbuch (The Stag Cook Book: Written for Men, By Men), aus Dosenmais, Speck, Zwiebeln und Kondensmilch.